# Ladislas Segers
Jozef Adriaan (Jefke) Segers (Zondereigen, 2 oktober 1890 - Chatham (Canada), 19 augustus 1961), ook bekend als Ladislas en Ladislaus Segers (Ladislas was zijn kloosternaam), was een Belgische pater, missionaris en schrijver.
Hij was de eerste heemkundige die alles opschreef over het dorp Zondereigen in de gemeente Baarle-Hertog. Later vertrok hij naar Canada als missionaris, waar hij ook schreef voor de Gazette van Detroit. Daar signeerde hij de stukken consequent met de schuilnaam Vossenberg, een verwijzing naar de motte Vossenberg bij Ginhoven waar hij als kind veel speelde. Dit leverde hem de bijnaam Pater Vossenberg op.
Hij schreef in zijn bundel van verhalen en gedichten ook de Legende van Gelmel, waar ook de Vossenberg centraal staat.